# Eugraphe ditrapezium
Eugraphe ditrapezium är en fjärilsart som beskrevs av Eugen Johann Christoph Esper 1786. Eugraphe ditrapezium ingår i släktet Eugraphe och familjen nattflyn. Inga underarter finns listade i Catalogue of Life.